# Adja Ouattara
Adja Ouattara (født 14. oktober 2001 i Paris, Frankrig) er en kvindelig fransk håndboldspiller, der spiller for franske Paris 92 i LFH Division 1 Féminine og Frankrigs kvindehåndboldlandshold, som streg.
Hun blev udtaget til landstræner Olivier Krumbholz' bruttotrup ved EM i kvindehåndbold 2022 i Nordmakedonien/Slovenien/Montenegro, men var altså ikke med i den endelige EM-trup.